# Edmundo de Woodstock, 1.º Conde de Kent
Edmundo de Woodstock, 1.º Conde de Kent (5 de agosto de 1301 – 19 de março de 1330), cuja sede era o Castelo de Arundel em Sussex, foi o sexto filho do rei Eduardo I da Inglaterra, e o segundo de sua segunda mulher Margarida da França, e foi um meio-irmão mais novo do rei Eduardo II. Eduardo I pretendia fazer concessões substanciais de terras a Edmundo, mas quando o rei faleceu em 1307, Eduardo II recusou-se a respeitar as intenções de seu pai, principalmente devido ao seu favoritismo para com Piers Gaveston. Edmund permaneceu leal ao irmão e, em 1321, foi nomeado conde de Kent. Ele desempenhou um papel importante na administração de Eduardo como diplomata e comandante militar e em 1321-22 ajudou a reprimir uma rebelião.